# Bullis stigmata
Bullis stigmata е вид пеперуда от семейство Синевки (Lycaenidae). Видът не е застрашен от изчезване.

## Разпространение
Разпространен е в Бруней, Индонезия (Калимантан), Малайзия (Западна Малайзия, Сабах и Саравак) и Сингапур.